# Talinololo
Il talinololo è un farmaco betabloccante. Possiede uno stereocentro che ne determina la possibilità di presentarsi sotto forma di due enantiomeri, il cui rapporto di frequenza è 1:1 (racemico).

Formula di struttura del R-talinololo
Formula di struttura del S-talinololo